# Георгиос Папаниколау
 Тази статия е за гръцкия учен.  За гръцкия поет вижте Георгиос Папаниколау (поет).  
Георгиос Николау Папаниколау (на гръцки: Γεώργιος Νικολάου Παπανικολάου) е гръцки учен, медик, пионер в цитологията и ранната диагностика на раковите заболявания.
Тестът на Папаниколау (ПАП тест, цитонамазка) днес се използва в цял свят за откриване на рак на маточната шийка при жените в ранните стадии на заболяването. Член е на AHEPA – Американо-гръцкия прогресивен просветителски съюз.

## Биография
Папаниколау е роден на 13 май 1883 г. в градчето Кими на източното крайбрежие на остров Евбея. През 1904 г. завършва медицинския факултет на Атинския университет „Йоанис Каподистрияс“. През 1907 г. заминава за Германия, където продължава обучението си (следва биология) при професорите Хайкел и Вайсман. След това постъпва в Мюнхенския университет, където започва биологични изследвания за определяне пола на ракообразни, под ръководството на Р. Ердвих.
През 1910 г. Папаниколау получава докторска степен от Мюнхенския университет, като успява да работи за кратко и в университетите на Йена и Фрайбург. След като получава докторска степен по биология, Папаниколау се връща в Гърция и се жени за Андромаха Маврогени, която през следващите години става и негова научна сътрудничка.
През 1911 г. семейството заминава за Монако, където Папаниколау работи като физиолог в изследователските експедиции на корабите на Океанографското общество на княжеството. През 1912 г., с началото на Балканските войни, Папаниколау прекъсва своята научна дейност и се връща в Гърция, където постъпва като доброволец в гръцката армия.
След края на Балканските войни в края на 1913 г. Папаниколау и жена му емигрират в САЩ. Първоначално двамата работят като продавачи в текстилен магазин, впоследствие със съдействието на известния генетик Т. Морган, Папаниколау постъпва на работа в Отделението по патология в Болницата на Ню Йорк и в Департамента по анатомия на Корнелския медицински колеж на Корнелския университет, където, преминавайки през всички степени, през 1947 г. става професор по анатомия и цитология.
След дълги изследвания в областта на дегенеративното въздействие на алкохола върху свине, Папаниколау насочва вниманието си към проблемите на размножаването, свързани с функциите на половите органи, определянето на пола, функцията на жлезите с вътрешна секреция и половите хормони. През 1923 г. Папаниколау прилага свой метод на изследване върху жени, започвайки от собствената си жена, като изучава физиологията на половите функции, а по-нататък – и диагнозата на рак на матката.
Папаниколау получава американско гражданство през 1928 г. и в същата година се появява съобщението за неговия метод. Това първо съобщение за използването на цитологичен метод при диагнозата на рак на матката през 1928 г. е посрещнато с голям скептицизъм, тъй като господстващото тогава мнение е било, че подобна диагноза е възможна само при хирургическа намеса.
Следващото си съобщение Папаниколау публикува чак през 1941 г. съвместно с професора по гинекология Хърбърт Трот. След 2 години последва илюстрирана монография (над 3 хил. страници), основана на неговите изследвания.
Изследванията на Папаниколау засягат по-нататък цитологичните изменения при рак на шийката на матката. Той публикува своите заключения през 1943 г. в специализирано издание под заглавие „Диагноза на рака на матката при помощта на намазки“ (Diagnosis of Uterine Cancer by the Vaginal Smear). Публикацията на тези работи предизвиква огромен интерес сред световното медицинско общество и незабавно започва опитно прилагане на метода в различни медицински центрове.
С тези свои работи Папаниколау става основател на ново научно направление в цитологията. Методът, получил в негова чест названието метод на Папаниколау (тест на Папаниколау, Пап-тест), открива широки хоризонти пред медицинските изследвания на половата физиология и ендокринология, и особено при диагностиката на рака.
Папаниколау има над 100 публикации, от тях 3 са монографии.
През 1954 г. Папаниколау публикува своя монументален труд Atlas of Exfoliative Cytology, установявайки официално новата медицинска практика и специалността, създадени от него практически от нулата.
През 1961 г. Папаниколау се мести в Маями, за да организира Онкологическия изследователски институт, кръстен на негово име, към университета на Маями, но умира на 19 февруари 1962 г., преди да се открие центърът.

## Награди и памет
- За постиженията си в областта на клиничната медицина Папаниколау е удостоен с „Премията на Ласкер-Дебейки за клинични медицински изследвания“ през 1950 г.[4].
- През 1952 г. Папаниколау е награден с Медала на честта на Американското общество по раковите заболявания.
- През 1978 г. Пощата на САЩ пуска в негова чест марка от 13 цента.
- Портретът на Папаниколау е изобразен на лицевата страна на банкнотата от 10 000 гръцки драхми в периода от 1995 до 2001, до замяната на драхмата с евро.

|  | Тази страница частично или изцяло представлява превод на страницата „Папаниколау, Георгиос“ в Уикипедия на руски. Оригиналният текст, както и този превод, са защитени от Лиценза „Криейтив Комънс – Признание – Споделяне на споделеното“, а за съдържание, създадено преди юни 2009 година – от Лиценза за свободна документация на ГНУ. Прегледайте историята на редакциите на оригиналната страница, както и на преводната страница, за да видите списъка на съавторите. ВАЖНО: Този шаблон се отнася единствено до авторските права върху съдържанието на статията. Добавянето му не отменя изискването да се посочват конкретни източници на твърденията, които да бъдат благонадеждни. |